# Sebastià Cardell Monserrat
Sebastià Cardell Monserrat, nascut a Llucmajor, Mallorca, a final del segle xix, fou un polític socialista mallorquí.
Cardell era de professió sabater a Llucmajor, on hi havia a principi del segle xx una important indústria sabatera. Va destacar com a sindicalista i polític, formant part, a partir del 1911, de la directiva del sindicat de Llucmajor La Recompensa del Trabajo. Posteriorment, el 1914, fou nomenat president de l'Agrupació Socialista de Llucmajor.